# Отчаянный папа
«Отчаянный папа» (англ. «Father Hood», в ряде российских изданий — «Отцовство») — художественный фильм южноафриканского режиссёра Даррелла Рудта, снятый в США в 1993 году в жанре комедии с элементами мелодрамы и роуд-муви. В главных ролях Пэтрик Суэйзи и Хэлли Берри.

## Сюжет
Детей харизматичного жулика Джека Чарлза после смерти их матери помещают в приют. Чиновники превратили воспитательное учреждение в тюремное и наживаются на бюджетных дотациях на каждого воспитанника. Старшая дочь Келли совершает побег и, встретившись с отцом, уговаривает его выкрасть младшего брата Эдди. Вооружённое похищение собственного сына и, заодно, автобуса удаётся. Сбивая со следа полицейских, криминальная семья отправляется в Новый Орлеан, где планирует совершить грандиозное ограбление. Решить проблемы беглецов легальным путём хочет и может только репортёр Катлен Мерсер, отстаивающая права детей в воспитательных учреждениях закрытого типа.

## В ролях
- Пэтрик Суэйзи — Джек Чарлз, мелкий жулик
- Сабрина Ллойд — Келли, его дочь
- Брайн Бонсол — Эдди, его сын
- Хэлли Берри — Катлен Мерсер, журналистка
- Дайан Ладд — Рита, мать Джека

## Критика и отзывы
Ведущий кинокритик «Chicago Sun-Times» Роджер Эберт: 

«Father Hood» — добрый, простодушный фильм-погоня, в котором мелкий жулик учится любить своих детей. Я не поверил ни в один эпизод, но от некоторых из них получил удовольствие. <…> Хэлли Берри является сейчас самой востребованной актрисой в Голливуде, есть только одно объяснение её появлению в такой дрянной роли: её агент должен быть уволен. История с одной из других второстепенных ролей гораздо лучше. Дайан Ладд играет мать Суэйзи, которая попадается в казино Лас-Вегаса на мошенничестве с игральными костями. Ладд сыграла много ролей в последние годы, она прекрасно вписывается в образ стареющей, но сексуальной провинциальной дамы, и всегда имеет потрясающий заряд комический энергии.— Chicago Sun-Times (27 августа 1993 года).